# Copa Montevideo 1969
La Copa Montevideo 1969 fue la tercera edición de la Copa Montevideo, tradicional competencia  internacional considerada precursora del actual mundial de clubes. A diferencia de las ediciones de 1953 y 1954, este fue un torneo de verano amistoso, aunque continuó reuniendo a los principales equipos de fútbol de América del Sur y Europa. Se disputó en su totalidad en el Estadio Centenario en Montevideo, Uruguay, entre los días 21 de enero y 14 de febrero de 1969.

## Participantes
El torneo se reinauguró 15 años después, con un nuevo formato reducido a 6 participantes, los cuales se enfrentaron en formato de liga todos contra todos en una ronda:
| Nacional | Peñarol | Vélez Sarsfield | Independiente | Sparta Praga | Torpedo Moscú |
| -------- | ------- | --------------- | ------------- | ------------ | ------------- |

Todos los partidos se disputaron en el Estadio Centenario en dobles jornadas. Los invitados fueron el campeón de la Copa de Checoslovaquia, el campeón de la Copa de la URSS y dos clubes argentinos (Vélez Sarsfield era el campeón del Campeonato Nacional de 1968), mientras que Slovan Bratislava era el campeón de la Recopa de Europa.

## Tabla de posiciones
| Pos. | Equipo          |  | PJ | PG | PE | PP | GF | GC | Dif. | Puntos |
| ---- | --------------- |  | -- | -- | -- | -- | -- | -- | ---- | ------ |
| 1    | Nacional        |  | 5  | 4  | 0  | 1  | 11 | 5  | 6    | 8      |
| 2    | Sparta Praga    |  | 5  | 3  | 1  | 1  | 9  | 8  | 1    | 7      |
| 3    | Vélez Sarsfield |  | 4  | 2  | 0  | 2  | 7  | 6  | 1    | 4      |
| 4    | Peñarol         |  | 5  | 2  | 0  | 3  | 6  | 7  | -1   | 4      |
| 5    | Torpedo Moscú   |  | 5  | 1  | 1  | 3  | 6  | 10 | -4   | 3      |
| 6    | Independiente   |  | 4  | 1  | 0  | 3  | 7  | 10 | -3   | 2      |

| Uruguay                                           |
| Campeón Copa Montevideo 1969 Nacional 2.do título |